# 森田愛子
森田 愛子（もりた あいこ、1917年11月18日 - 1947年4月1日）は、福井県坂井市三国町出身の俳人。高浜虚子の写生文「虹」のヒロインとしても知られる。

## 生涯

### 幼少 - 青年時代
1917年（大正6年）、 三国港で回船問屋を営む豪商・森田三郎右衛門と田中よしの娘として生まれる。三国の芸者置屋の娘である田中よしは名妓といわれ、18歳で森田三郎右衛門の側室となった。2人の間には長男武雄、長女敏子がいたがふたりとも夭折している。森田愛子の父・森田三郎右衛門は、銀行業（森田銀行）や森田農園を営み、運送会社、みそ、醤油醸造も手がけていた。父も俳句に親しんでおり、句が残っている。愛子は、森田本家の父母や兄弟にもかわいがられ、裕福で何不自由ない少女時代を送る。1924年（大正13年）、三国北尋常小学校へ入学する。才色兼備で、尋常小学校を優秀な成績で卒業した。尋常小学校6年の時には学業優秀等の賞状を受けている。1930年（昭和5年）、福井県立三国高等女学校（現・福井県立三国高等学校）に入学。1933年（昭和8年）、16歳の時、陸軍特別大演習の際の天皇陛下奉迎歌に応募し二等入選する。女学校時代の友人によれば、愛子の性格は、温厚で人当たりもよく誰からも慕われており、勝気であったという。
学芸会では、劇「女学生生活」において、トロイメライを踊る。愛子は音楽や踊りが得意であった。愛子は、だるまや少女歌劇の衣裳部より借りたドレスを模して作った白羽二重のドレスを着て踊った。聴衆からは好評で感嘆のため息がもれたという。また劇中のダンスではノースリーブで肌が露出するため校長先生のお達しで長袖シャツを着たというエピソードも残る。1934年（昭和9年）、三国高等女学校を卒業し、東京の実践女子専門学校（現・実践女子大学）国文科に入学するが、10月、実践女子専門学校を中退し、三国高等女学校研究科に編入する。女学校での学籍簿の備考欄には、「品行方正・志操堅固・容儀端正・身孝上品・言語明瞭・言動活発・優美・沈着・勤勉・温順・誠実・責任感が強く奉仕心に富む」とかかれた。女学校の同級生の回想にも「愛子さんを訪ね一緒に銀座を歩いたとき、道行く人々が振り返ってながめたそうです。繊細優雅で愛くるしい容貌が人目を魅きつけたのでしょう」というものがある。1936年（昭和11年）、三国高等女学校研究科を優秀な成績で修了する。1938年（昭和13年）、20歳の春に、三国町立三国病院で肺結核と診断される。

### 鎌倉での療養時代～俳句との出会い～
1938年（昭和13年）神奈川県藤沢町（現・藤沢市）鵠沼に療養のため母とともに転居し、1939年（昭和14年）、神奈川県鎌倉市七里ケ浜の鈴木療養所に入所し、気胸療法を受ける。
1940年（昭和15年） 1月、鈴木療養所にて高浜虚子門下の伊藤柏翠と出会う。レントゲン室前でシャツを脱ぐにの難渋していた柏翠を横から手伝ったのが愛子であった。柏翠は、森田愛子母娘を見たとき、ふと哀れを覚え、何か生きがいを与えられぬものかと考え、自分に生きがいを覚えさせた俳句を愛子にもすすめた。愛子は柏翠に弟子入りし、俳句を始める。愛子は、1940年（昭和15年）5月、「ホトトギス」5月号に初入選。8月、「玉藻」8月号に初入選する。1941年（昭和16年） 1月1日、柏翠とともに高浜虚子宅を訪問。同年2月、実朝忌句会に出席し、鎌倉俳句会の松本たかし、星野立子らと交流し次第に才能を発揮していった。俳句は次第に生きがいとなり、友人宛ての手紙でも俳句をすすめている。
1941年（昭和16年）9月、戦時中の物資不足などの影響もあって、父森田三郎右衛門のすすめで三国町下真砂の家に帰る。

### 三国時代

#### 句作に励む
1941年（昭和16年）に三国町に転居した後も、同町内の坪内美佐尾や吉川芳子（後の中村芳子）らと句作に励む。武生市の嵯峨柚子主宰のホトトギス系俳誌「櫨子」に参加。1942年（昭和17年）、鎌倉に住む柏翠がたびたび三国を訪問し、愛子たちを指導する。1945年（昭和20年）2月に、柏翠は鎌倉の鈴木療養所を退所し、三国へ疎開する。はじめは永正寺に下宿していたが、しばらくして愛子の家に移る。
愛子は、三国帰郷後も、句仲間と句会や吟行を重ねていた。1942年（昭和17年）には、皆吉爽雨、坪内美佐尾と東尋坊、雄島へ吟行する。愛子は、柏翠とともに、三好達治、多田裕計、畠中哲夫ら、当時三国にいた文人たちとも交流する。
1945年（昭和20年）、高浜虚子が立子、年尾とともに三国を訪れ、伊藤柏翠、森田愛子、三好達治と愛子宅で句会、そのあと滝谷寺へ吟行する。このとき、高浜虚子は愛子宅の2階の座敷を「愛居」と命名する。愛子は虚子について「私の阿弥陀様は先生」とかいている。尊敬する存在であり、俳句だけでなく人生の師であった。
三好達治は、「愛居」での句会の思い出を「自慢」と題して書き、愛子の「わが家の對岸に来て春惜しむ」の句を「何とゆかしく瀟洒でユーモラスな句ではないか。」と書いている。多田裕計も、三国へ疎開中の多田裕計を主人公として三国の文人たちとの交流を描いた小説「三国抄」を書き、愛子や柏翠も登場する。

#### 虹の頃と愛子の最期
愛子の病状が進むと、森田家はすでに戦争の影響で傾いてため、愛子の治療のために、柏翠は身辺の物を処分し、ロジノン（ブドウ糖の注射液）を入手した。1943年（昭和18年）11月、高浜虚子は各地の句会に出席するための旅の途中に、三国を訪れ愛子を見舞う。永平寺を参拝し句会をした後、虚子は愛子と愛子の母、柏翠、坪内美佐尾を山中温泉「よしのや」での句会に招待する。その宴席で、愛子母娘が歌い踊った。虚子は、病身でか細い愛子と愛子の母が歌い踊るのをみて、涙があふれ出たそうだ。虚子はよしのやの箸袋に「不思議やな汝が踊れば我等泣く　虚子」と句をかいた
。山中温泉から虚子を敦賀まで見送る途中に、虹が立つのを見たことが、「虹物語」の発端となる。
1946年（昭和21年） 8月には、愛子の病状がさらに進み寝たきりになる。虚子は愛子を見舞い、「虹」の原稿を読み聞かせる。1947年（昭和22年） 4月1日午後4時50分、愛子は結核のため、29歳4か月で死去。愛子の墓は、寿福寺（鎌倉）、月窓寺（三国）、性海寺（三国。森田家の菩提寺）、高野山奥の院の4カ所にある。寿福寺の墓の「森田愛子の墓」という文字は、高浜虚子がかき、墓標は高浜虚子の墓の方へ向けて建てられた。数年で木が腐ったため、石の墓を建てた際の墓の文字は伊藤柏翠がかいた。愛子の命日である4月1日には、月窓寺、滝谷寺などにて愛子忌が営まれる。

## 作品

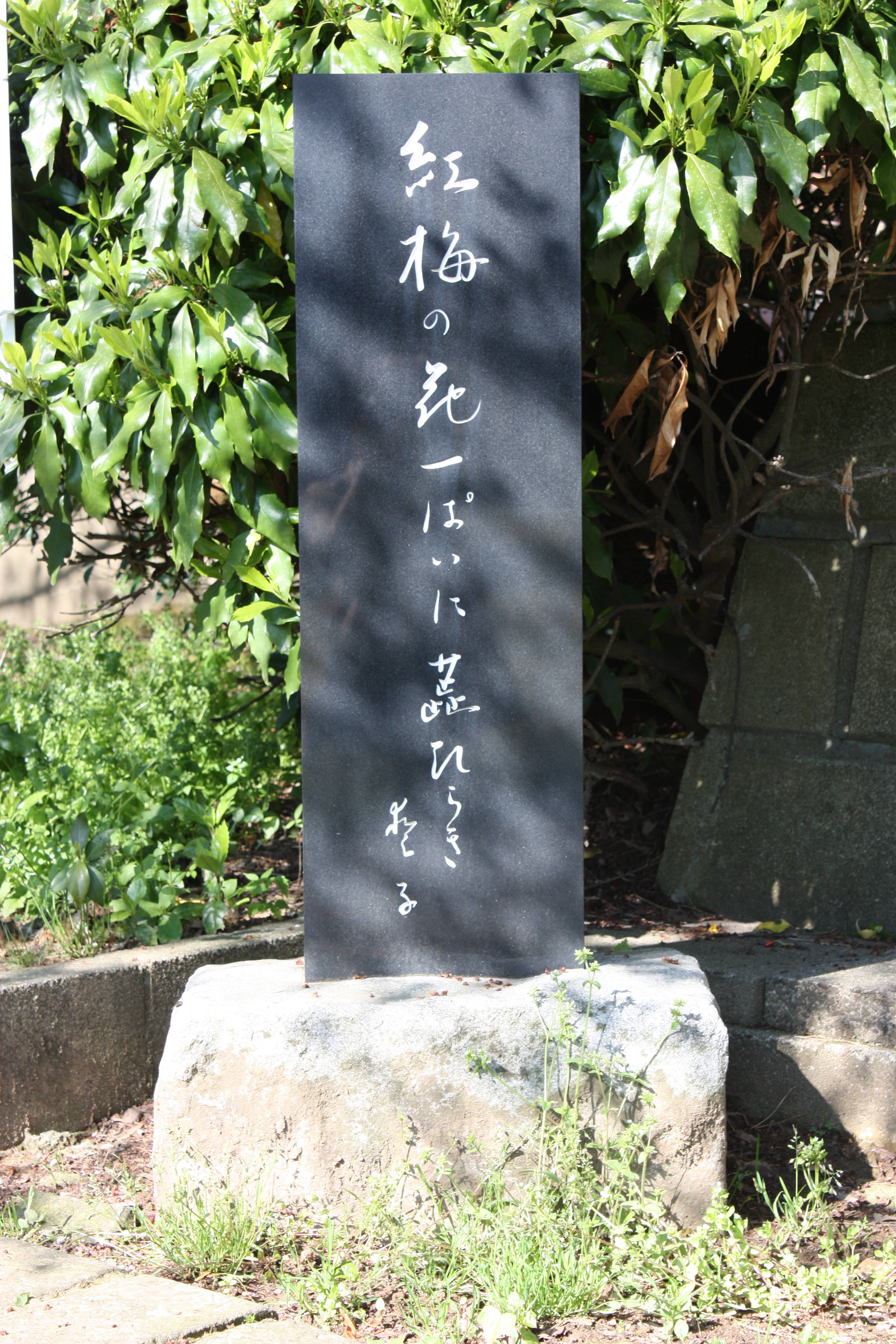
性海寺森田愛子句碑

### 句
- 化粧して病みこもり居り春の雪
1940年（昭和15年）『ホトトギス』初入選の句[5]。

- 近よれば紫雲英田の土あらはなり
1940年（昭和15年）『玉藻』8月号に入選の句[5]。

- 紅梅の花一ぱいに蕊ひらき
1931年（昭和16年）鎌倉の寿福寺で詠まれた句[26]。

- わが家の対岸に来て春惜しむ
1944年（昭和19年）の句。三好達治は「燈下言」（『三好達治全集』第9巻収載）において、この句について「何とゆかしく瀟洒でユーモラスな句ではないか。」と述べている[27]。

- 九頭龍の空ゆく鴨の見ゆる窓
1945年（昭和20年）11月5日　虚子を迎えて愛居での句会で詠まれた句[28]。

- 傘の柄を袖に包みて時雨冷え
1945年（昭和20年）11月5日　虚子を迎えて愛居での句会のあと、瀧谷寺での吟行にて詠まれた句[29]。

- 九頭龍の空ゆく日あり吹雪中
1945年（昭和20年）初冬・昭和21年（1946年）冬に詠まれた句[29]。

- ニジキエテスデニナケレドアルゴトシ　アイコ
1947年（昭和22年）3月28日、愛子は高濱虚子へ電報をうつ。電報に書かれた句[30]。

### 句集
- 句集『虹』　森田愛子・伊藤柏翠著　七洋社　1949
愛子の死から2年後に刊行。柏翠が愛子のホトトギス入選句控「虹帖」と自身のホトトギス入選句控「柏帖」を1冊にまとめた。

- 『愛子全句集』（ゑちぜん豆本）　伊藤柏翠編、則武三雄構成　豆本の会　1966
則武三雄のすすめにより柏翠が編んだ。愛子の句、随筆、手紙を収める。序は星野立子、跋は柏翠が寄せる。星野立子は、吹雪の三国に思い入れがあった愛子から「三国の吹雪を見に来て下さいますか」と誘われたエピソードを紹介する

- 句集『森田愛子全句集』伊藤柏翠編、則武三雄構成、北荘文庫、1969年改訂版
愛子の句や、高濱虚子宛ての書簡等を収める[31]。ゑちぜん豆本『愛子全句集』の改訂版。題字は愛子の母・田中よしによる。

- 『森田愛子全句集』森谷欽一編　森谷欽一　2005
既刊の『虹』、『花鳥』などから採録された599句を収載。

- 『森田愛子遺句集』　森谷欽一編　森谷欽一　2006
伊藤柏翠俳句記念館で発見された森田愛子の句帳の6000句を収載。

- 『森田愛子選句集』森谷欽一編　森谷欽一　2009
『森田愛子全句集』森谷欽一編　森谷欽一　2005、『森田愛子遺句集』森谷欽一編　森谷欽一　2006から、森谷欽一氏が句を選び解説を付して刊行。

## 愛子が登場する高濱虚子の写生文「虹」五部作
- 「虹」　初出：『苦楽』1947年(昭和22年）新年号[14]
1943年(昭和18)年11月18日に山中温泉で開かれたの句会を終えて、19日の朝、愛子、伊藤柏翠らが高濱虚子を敦賀駅まで送る汽車の中から、三国の方角に虹が立っているのが虚子の目にとまったことからはじまる[31][32]。伊藤柏翠は、『虹』に書かれた内容は事実通りだという。虚子は慎重に写生文を実践し、三国に来た際には、愛子の病床で愛子と愛子の母と柏翠に、「虹」を読んで聞かせ内容を確認した[33]。

- 「愛居」　初出：『小説と讀物』1947年(昭和22)年新年号[14]
1945年(昭和20)年11月、伊藤柏翠が自然気胸で危篤状態となったことを知った高濱虚子が三国を訪れ、柏翠を見舞う。愛子宅の座敷で句会を催し、高濱虚子は愛子宅の座敷を「愛居」と命名する[31][32]。

- 「音楽は尚ほ続きをり」　初出：『苦楽』1947年(昭和22)年7月号[14]
1946年（昭和21年6月の小諸でのホトトギス六百号記念会への出席から始まる。同夏の愛子の病状悪化、10月の高濱虚子の三国訪問と「虹」の原稿読み聞かせ、翌1947年（昭和22年4月の愛子の死までをつぶさに描ききる。愛子が虚子へ「ニジ　キエテスデ　ニナケレド　アルゴ　トシ　アイコ」と電報を打った4日後、愛子は息をひきとった[34]。

- 「小説は尚ほ続きをり」　初出：『苦楽』1948年(昭和23)年7月涼風号[14]
愛子の死後初めて、小諸の虚子のもとを伊藤柏翠と愛子の母が訪ねることを発端に、愛子の死後、三国では虹が立たないこと、「虹」物語のことなど、愛子の死後を描く[34]。

- 「寿福寺」　初出：『ホトトギス』1948年（昭和23年）7月号[14]
1948年（昭和23年）4月、柏翠は鎌倉の寿福寺に愛子の墓を建立する。愛子の墓を建てる経緯を描く[35]。

### 「虹」五部作の評価等
川端康成は、1947年（昭和22年）に発表した『高濱虚子「虹」・「愛居」』において、「えらいものだと思った。胸の澄む文章である。位の高い作品とはこういうのだろう。近ごろの塵を払われた。」「虚子氏の写生文がこれらの作に行き着いたのだ。」と評価した。また、高浜虚子の文化勲章受章祝いの際には、「『虹』は戦後の文章のなかで輝くものだ」と述べた。

## 句碑

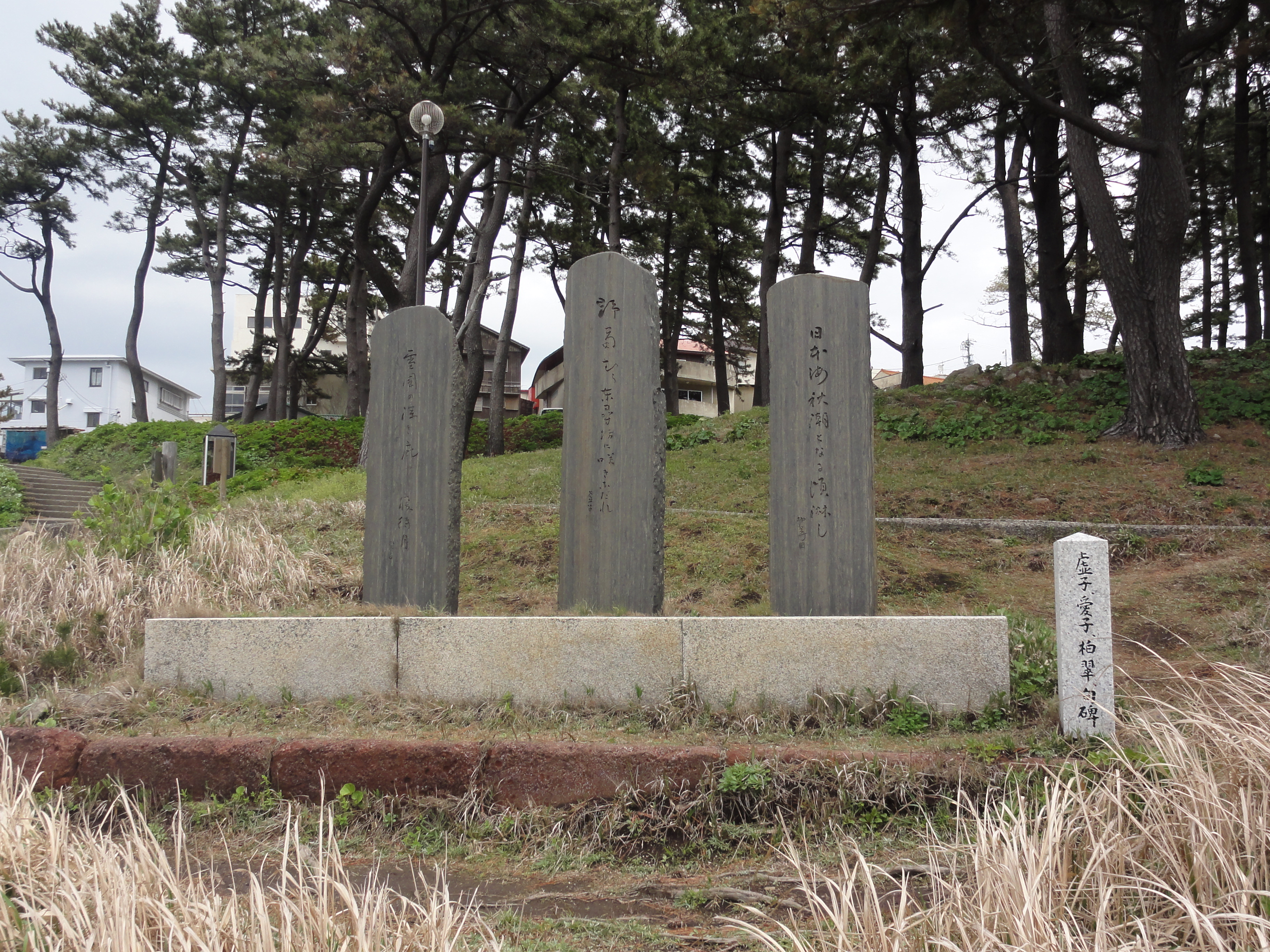
東尋坊荒磯遊歩道句碑

- 東尋坊句碑　「雪国の深き庇や寝待月　愛子」
福井県坂井市三国町荒磯遊歩道内。1965年（昭和40年）移転建立[14]。高浜虚子、伊藤柏翠の句碑と並んで建立。

- 瀧谷寺句碑　「啄木鳥や山門までの杉襖　愛子」
福井県坂井市三国町瀧谷。1987年（昭和62年）建立[14]。高浜虚子、伊藤柏翠の句と並んでかかれている。

- 性海寺句碑　「紅梅の花いっぱいに蕊ひらき　愛子」
福井県坂井市三国町南本町にある森田家の菩提寺。1997年（平成9年）建立。伊藤柏翠の句碑もある。

## 関連書籍
- 森谷欽一／編『高濱虚子・小説「虹物語」のヒロイン　森田愛子全句集』［森谷欽一]、2005年。
- 森谷欽一／編『人の世も斯く美し　虚子と愛子と柏翠と』［森谷欽一]、2007年。